# Курт Зума
Курт Хапи Зума (на френски: Kurt Happy Zouma) е френски футболист роден 27 октомври 1994 година.
През януари 2014 е обявен за един от най-обещаващите млади таланти във футбола от вестник Гардиан.

## Състезателна кариера

### Сенти Етиен
Роден в Лион, Зума играе в Сент Етиен от 2009 г. На 2 април 2011 г. подписва първия си професионален договор за срок от 3 години. Извикан е в първия отбор на тима от треньора Кристоф Галтие в началото на сезон 2011 – 12. Зума прави професионалния си дебют на 31 август 2011 г. в мач за купата на лигата на Франция срещу Бордо.
На 7 ноември 2013 г., Зума получава наказание от 10 мача заради изключително грубо нарушение и счупен крак на играч от Сошо.

### Челси
На 31 януари 2014 г., Зума подписва с Челси. Сумата на трансфера е около £12 млн. Остава да до играе сезона в Сент Етиен.

#### 2014 – 15
Първото участие на Зума с екипа на Челси е в мач от предсезонната подготовка на тима срещу Уикъмб Уондърърс. Първият му неофициален гол е срещу словенския Олимпия на 27 юли 2014 г. Той получава екипът с №5, носен преди това от Майкъл Есиен.
На 24 септември 2014 г. започва като титуляр срещу Болтън в мач за Kупата на лигата като отбелязва и първия гол в мача. На 21 октомври записва втория си мач като титуляр, но този в Шампионска лига срещу отбора на Марибор, като помага на отбора за запази чиста мрежа в двубоя спечелен с 6 – 0. Дебютът му Премиър лийг идва на 26 октомври срещу Манчестър Юнайтед, като сменя Уилиан в добавеното време.
На 4 януари 2015 г. Зума отбелязва третия гол при победата над Уотфорд с 3 – 0 за ФА къп. Шест дни по-късно записва и първия си мач като титуляр във Висшата лига като партньор на Джон Тери при победата с 2 – 0 над Нюкасъл Юнайтед.
След наказанието на Неманя Матич и контузията на Джон Оби Микел започва като титуляр като дефанзивен полузащитник във финала за Kупата на лигата срещу Тотнъм, Челси печели 2 – 0. На 3 май влиза като смяна на мястото на Уилиан срещу Кристъл Палас, като с този мач Челси печели титлата в първенството.

#### 2015 – 16
На 2 август 2015 г. Зума влиза като смяна в 69-ата минута при загубата от Арсенал с 1 – 0 за Къмюнити Шийлд. Започвайки като титуляр в защитата заедно с Джон Тери, той бележи първия си гол в първенството на 19 септември, след центриране на Сеск Фабрегас, при победата с 2 – 0 над Арсенал. На 24 ноември заменя контузения Джон Тери при победата с 4 – 0 над Макаби Тел-Авив в Шампионска лига.
Под ръководството на временния мениджър на Челси Гуус Хидинк, Зума се превръща в титуляр заедно с Тери при подобрението на формата на Челси след напускането на Жозе Моуриньо. На 7 февруари 2016 г. Зума получава контузия на коляното при лошо падане в мача срещу Манчестър Юнайтед. Остава извън терените за 6 месеца.

## Национален отбор
Зума е младежки национал на Франция. Взима участия в Европейското първенство за юноши до 17 години и на Световното първенство за юноши до 17 години. Kапитан на формацията на „петлите“ до 21 години.
На 19 март получава и първата си повиквателна за мъжкия отбор на Франция от селекционера Дидие Дешан за приятелските мачове срещу Бразилия и Дания. Прави дебюта си като смяна на мястото Морган Шнайдерлин.

## Семейство и личен живот
Родителите на Зума емигрират във Франция от Централноафриканската република. Има двама братя, които също са футболисти. По-големият, Лионел Зума и по-малкия, Йоан. Зума е кръстен на Курт Слоан, героя на Жан Клод Ван Дам от „Кикбоксьорът“. Презимето му означава щастие и е резултат от африканската традиция да се избират позитивни думи за презимена. Женен е и има три деца със съпругата си, Сандра.